# Óscar Baylón Chacón
Óscar Baylón Chacón (* 1929 in Chihuahua; † 10. August 2020 in Tijuana) war ein mexikanischer Politiker und Mitglied des Partido Revolucionario Institucional (PRI).
Baylón war von 1949 bis 1962 Bürgermeister von Tecate. 1976 wurde er in den Senat von Mexiko gewählt, dem er bis 1982 angehörte. Von Januar bis Oktober 1989 war er der achte Gouverneur von Baja California.